# Шпалюшок однобарвний
Шпалюшо́к однобарвний (Microcerculus philomela) — вид горобцеподібних птахів родини воловоочкових (Troglodytidae). Мешкає в Мексиці і Центральній Америці.

## Опис
Довжина птаха становить 10-11,5 см, самці важать 17,4-21,5 г, самиці 16,4-17,4 г. Верхня частина тіла яскраво-коричнева. Покривні пера крилі сірувато-коричневі, махові пера сірувато-коричневі з широкими коричневими краями. Першорядні махові пера мають на кінці контрастну світлу смугу, яка стає світлішою біля стрижня пера, на стрижнях вона перетворюється у рудувато-коричневі або білі плямки. Махові пера чорнувато-коричневі.
Нижня частина тіла тьмяна, темно-сіра, сильно поцяткована темно-чорнувато-коричневим лускоподібним візерунком. На горлі цей візерунок більш помітний, у самців він більш виражений. Живіт і боки темно-коричневі, поцятковані сіро-буро-чорним лускоподібним візерунком. Очі темно-карі, дзьоб чорний, по краях роговий, лапи чорні. У молодих птахів верхня і нижня частини тіла більш контрастні, однак дископодібний візерунок на нижній частині тіла менш виражений.

## Поширення і екологія
Однобарвні шпалюшки мешкають в Мексиці, Гватемалі, Белізі, Гондурасі, Нікарагуа і Коста-Риці. Вони живуть у вологих рівнинних тропічних лісах і дощових лісах. Зустрічаються поодинці, на висоті до 1400 м над рівнем моря. Живляться комахами, мокрицями, павуками і багатоніжками, яких шукають в підліску, в чагарниках і серед повалених стовбурів дерев. Іноді слідкують за кочовими мурахами. В Коста-Риці сезон розмноження триває з травня по вересень.